# 戰爭和平紀念公園主題館
戰爭和平紀念公園主題館，是位於中華民國福建省連江縣北竿鄉大沃山12據點處的博物園區，一座以馬祖軍事管制時期文化為主題的博物館，也是中華民國首座以軍事設施及武器為主題的戰爭紀念公園。

## 沿革
主題館周圍的區域曾經是馬祖軍事管制時期，陸軍馬祖防衛指揮部因戰略因素興建的06據點、08據點和12據點。主題館的建設規劃始於2003年，由交通部觀光局馬祖國家風景區管理處改建，戰爭和平紀念園區總面積約為38.8公頃，其中包括主題館和周邊公園。主題館於2010年3月29日開放。

## 展覽
戰爭和平紀念公園主題館以馬祖半世紀軍事統治下的歷史為主題，包括展示沿革、年代、各類軍事物品、文史資料和軍民生態文化等區域。

## 外部連結
- 戰爭和平紀念公園主題館-馬祖國家風景區 （页面存档备份，存于）